# Wrestling Dontaku (2025)
Wrestling Dontaku 2025 fue la vigesimoprimera edición de Wrestling Dontaku, un evento pago por visión de lucha libre profesional producido por New Japan Pro-Wrestling (NJPW). Tuvo lugar el 3 y 4 de mayo de 2025 desde el Fukuoka Kokusai Center en Fukuoka, Japón.

## Resultados

### Día 1: 3 de mayo
En paréntesis se indica el tiempo de cada combate:
- Kickoff: Katsuya Murashima derrotó a Daiki Nagai (7:26).
  - Murashima forzó a Nagai a rendirse con un «Crab Hold».
- Master Wato, Boltin Oleg, Toru Yano y YOH derrotaron a TMDK (Hartley Jackson, Kosei Fujita, Robbie Eagles & Ryohei Oiwa) (8:40).
  - Oleg cubrió a Jackson después de un «Kamikaze».
- Just 4 Guys (Yuya Uemura, Taichi & Taka Michinoku) y Tomohiro Ishii derrotaron a Los Ingobernables de Japón (BUSHI, Hiromu Takahashi, Yota Tsuji & Tetsuya Naito) (9:03).
  - Taichi cubrió a Bushi después de un «Dangerous Backdrop Suplex».
- Bishamon (Hirooki Goto & Yoshi-Hashi) y Ryusuke Taguchi derrotaron a United Empire (Callum Newman, Jakob Austin Young & Great-O-Khan) (10:43).
  - Hashi cubrió a Young después de un «Shoto».
- El Campeón Televisivo de NJPW World El Phantasmo y Konosuke Takeshita terminaron en empate (15:00).
  - La lucha resultó en empate cuando superó el tiempo de límite de 15 minutos reglamentarios.
  - Como resultado, El Phantasmo retuvo el título.
- Zack Sabre Jr. derrotó a Hiroshi Tanahashi (13:07).
  - Sabre cubrió a Tanahashi después de un «Zack Driver».
  - Después de la lucha, ambos se dieron la mano en señal de respeto.
- Shingo Takagi derrotó a Shota Umino (15:07).
  - Takagi cubrió a Umino después de un «Last of the Dragon».
- Bullet Club War Dogs (Taiji Ishimori, Drilla Moloney, Clark Connors, Gabe Kidd & David Finlay) (con Gedo) derrotaron a House of Torture (Yoshinobu Kanemaru, SHO, Ren Narita, SANADA & EVIL) (con Dick Togo) en un Dog Pound Cage Match (26:17).
  - Kidd cubrió a Narita después de un «Avalanche Style Piledriver» sobre una mesa con alambre de púas.
  - Como resultado, House of Torture fueron forzados a abandonar el Bullet Club.
  - Después de la lucha, EVIL atacó a Finlay.

### Día 2: 4 de mayo
En paréntesis se indica el tiempo de cada combate:
- Kickoff: Katsuya Murashima y Ryusuke Taguchi derrotaron a Hitamaru Sasaki y Jet Wei (9:06).
  - Taguchi forzó a Wei a rendirse con un «Oh My & Garankle».
- Bullet Club War Dogs (Gedo & Taiji Ishimori) derrotaron a Batten Burabura y Mentai Kid (6:00).
  - Ishimori cubrió a Burabura después de un «Gedo Clutch».
- Master Wato y Yoshi-Hashi derrotaron a United Empire (Jakob Austin Young & Great-O-Khan) (8:49).
  - Wato cubrió a Young después de un «Tsutenkaku German Suplex Hold».
- Fukuoka Triple Crazy (Maika, Hazuki & Koguma) derrotaron a Star Bomb (Starlight Kid & AZM) y Yuna Mizumori (9:14).
  - Hazuki cubrió a Mizumori después de un «Vertical Drop Brainbuster».
- El Phantasmo y Boltin Oleg (con Jado) derrotaron a Don Callis Family (Konosuke Takeshita & Rocky Romero) (8:04).
  - Oleg cubrió a Romero después de un «Kamikaze».
- Ryota Chikuzen, YOH, Tajiri, Hiroshi Tanahashi y Toru Yano derrotaron a TMDK (Hartley Jackson, Kosei Fujita, Robbie Eagles, Ryohei Oiwa & Zack Sabre Jr.) (10:22).
  - Tanahashi cubrió a Jackson después de un «High Fly Flow».
- Los Ingobernables de Japón (BUSHI, Hiromu Takahashi, Shingo Takagi & Tetsuya Naito) derrotaron a Just 4 Guys (Taichi & Taka Michinoku), Shota Umino y Tomohiro Ishii (10:05).
  - Takagi cubrió Michinoku después de un «Last of the Dragon».
  - Esta fue la última lucha de BUSHI y Naito en NJPW.
- Yota Tsuji derrotó a Yuya Uemura y retuvo el Campeonato Global Peso Pesado de la IWGP (23:43).
  - Tsuji cubrió a  Uemura después de un «Gene Blaster».
  - Después de la lucha, Los Ingobernables de Japón celebraron con Tsuji.
  - Después de la lucha, Gabe Kidd retó a Tsuji por el título.

- Hirooki Goto derrotó a Callum Newman y retuvo el Campeonato Mundial Peso Pesado de la IWGP (24:01).
  - Goto cubrió a Newman después de un «GTR».
  - Después de la lucha, Zack Sabre Jr. y Shingo Takagi retaron a Goto por el título.